# Avermectina

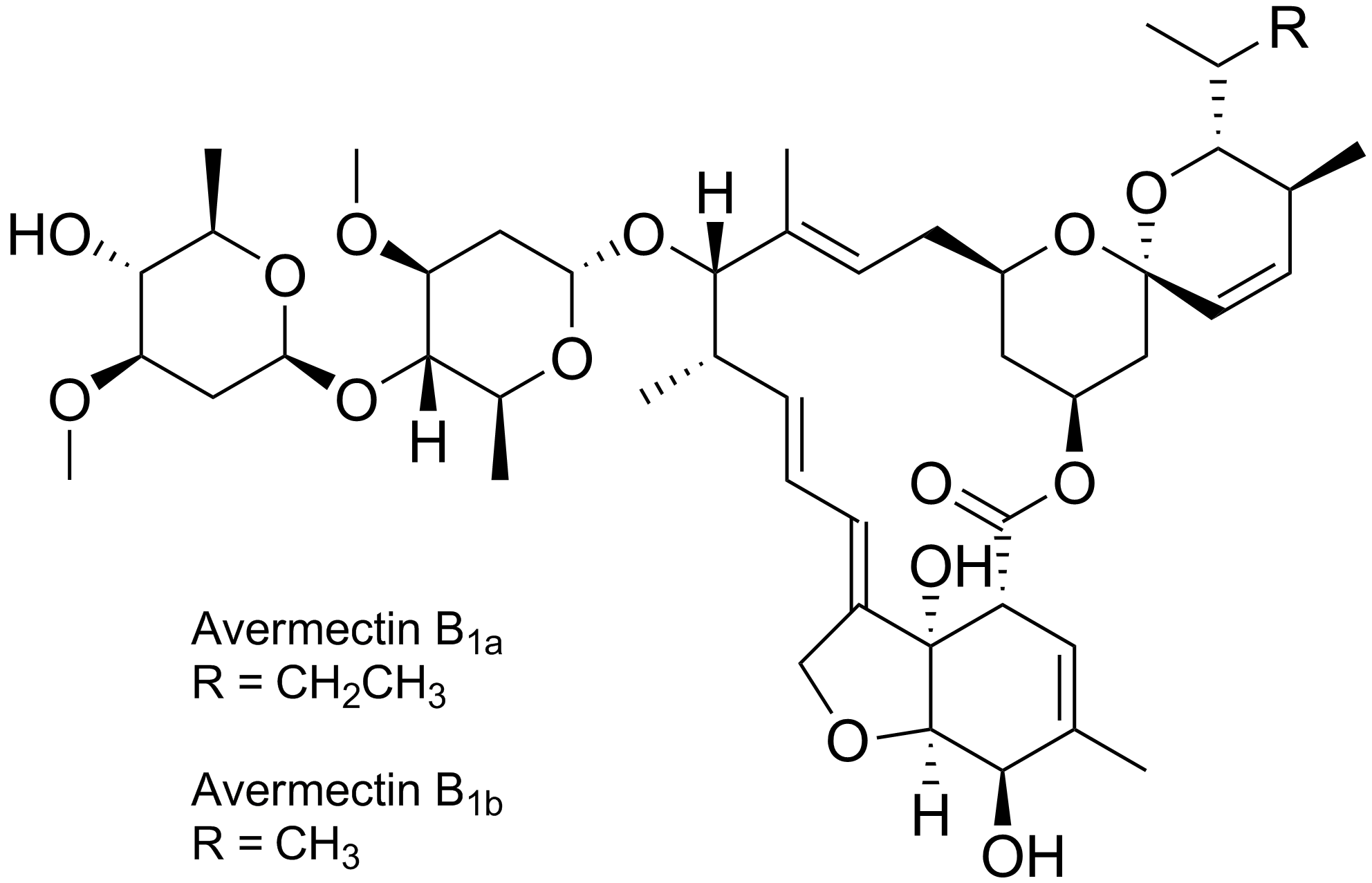
Avermectinas

Las avermectinas son una serie de derivados macrocíclicos de lactonas de 16 miembros con propiedades insecticidas, acaricidas y antihelmínticas. Estos compuestos naturales se generan como productos de la fermentación de Streptomyces avermitilis, un actinomiceto del suelo. Ocho avermectinas diferentes han sido aisladas formando cuatro pares de compuestos homólogos, con un componente en mayor proporción y otro menor, generalmente en proporciones de 80:20 a 90:10. Otros antihelmínticos derivados de las avermectinas son: ivermectina, emamectina, eprinomectina, selamectina, doramectina y abamectina.

## Historia
En 1978, un actinomiceto fue aislado en el Instituto Kitasato a partir de una muestra de suelo recogida en Ito, prefectura de Shizuoka en Japón. Aquel mismo año el actinomiceto aislado fue enviado a los laboratorios de investigación de la empresa Merck Sharp and Dohme para su investigación. Se obtuvieron varios fermentos del actinomiceto aislado. Las primeras pruebas indicaron que algunos de los líquidos obtenidos en las fermentaciones eran activos contra el parásito helmíntico Heligmosomoides polygyrus del ratón sin toxicidad notable. Posteriormente, la actividad antihelmíntica se identificó como procedente de una familia de compuestos estrechamente relacionados. La familia de compuestos se caracterizaron por último y las nuevas especies producidas fueron descritas por un equipo de Merck en 1978.
En 2002, Yoko Takahashi y otros investigadores del Instituto Kitasato y de la Universidad de Kitasato, propusieron que Streptomyces avermitilis fuese renombrada como Streptomyces avermectinius.

## Mecanismos de acción
Las avermectinas bloquean la transmisión eléctrica de las células nerviosas y musculares, causando un flujo de iones de cloro hacia las células y llegando a paralizar el sistema neuromuscular. Además de los canales de cloruro controlados por los receptoresde GABA, la avermectina también puede afectar otros canales de cloruro controlados por ligandos.

## Toxicidad y efectos colaterales
El uso de la avermectina no está exenta de problemas. Se ha descrito la aparición de resistencias al uso de avermectina, lo cual sugiere que se use con moderación. Las investigaciones con ivermectina, piperazina, y diclorvos en combinación también muestran un potencial tóxico.
Los efectos adversos en las personas suelen ser pasajeros. Los efectos graves son raros y probablemente solo ocurren con grandes sobredosis. Puede aparecer coma, hipotensión, y fallos respiratorios, que en ocasiones pueden producir la muerte. No existe terapia específica, pero los tratamientos sintomáticos normalmente dan buenos resultados.

## Otros usos
La abamectina es un ingrediente activo de numerosos fitosanitarios comerciales.